# Гехтер, Линус
Ли́нус Я́спер Ге́хтер (нем. Linus Jasper Gechter; родился 27 февраля 2004, Берлин, Германия) — немецкий футболист, центральный защитник клуба «Герта».

## Клубная карьера
Гехтер родился в Берлине, в детстве играл за местную команду «Интернационале Берлин». Позже стал заниматься в «Герте» из Целендорфа, а в 2015 стал играть за молодёжную команду берлинской «Герты».
В 2021 году Гехтер дебютировал за основную команду «Герты» в матче чемпионата Германии против «Бохума» (3:1), выйдя на замену на 46-й минуте.